# 鵜飼屋駅
鵜飼屋駅（うかいやえき）は、岐阜県岐阜市長良丘にあった、名古屋鉄道岐阜市内線（長良線）の停留場である。
長良橋の北側（長良川右岸）に位置した。

## 歴史
岐阜市内線は美濃電気軌道の路線として1911年に開通して以来延伸を重ね、翌年には長良川の南岸にある長良橋駅まで路線が到達していた。そこから長良川を渡河して長良北町駅まで路線が伸びるのは1915年のことで、当停留場はこのときに開業している。
駅は太平洋戦争下の1944年から一時期休止され、戦後に再開。再開後には当停留場前後の区間で複線化がなされた。しかし沿線地域ではモータリゼーションが進展、当停留場を含む徹明町 - 長良北町間は市内交通の妨げにもなることから1988年に廃線となり、これに合わせて駅も廃止された。
- 1915年（大正4年）11月20日 - 美濃電気軌道市内線の長良橋駅 - 長良北町駅間の開通と同時に開業[4]。
- 1944年（昭和19年） - 休止[4]。
- 1948年（昭和23年）5月11日 - 復活[4]。
- 1957年（昭和32年）3月31日 - 当停留場を含む長良橋 - 長良北町間の複線化が完了[4]（1956年、長良橋架け替え完成による）。
- 1973年（昭和48年）7月22日 - 道路東側にあった当停留場 - 長良北町間の線路を道路中央に移設するため運転休止。同年12月20日に再開。
- 1988年（昭和63年）6月1日 - 岐阜市内線の徹明町 - 長良北町間の廃止に伴い廃駅となる[4]。

## 停留場構造
- 併用軌道上に相対式2面2線の乗り場が設けられていた。駅舎はない。

### 配線図
| ← 長良北町駅 | 鵜飼屋駅 構内配線略図 | → 徹明町方面 |
| 凡例 出典:   |                       |              |

## その他
当停留場は長良陸閘の南側（長良川側）にあった。そのため、長良川の洪水の為に陸閘が閉められると使用できなくなった。隣の長良橋駅も同様に、大宮陸閘が閉められると使用できなくなっていた。

## 隣の停留場
名古屋鉄道
岐阜市内線
長良橋駅 - 鵜飼屋駅 - 長良北町駅